# Ruby Dagnall
Ruby Dagnall er en norsk skuespiller, der spiller Emma W. Larzen i den norske tv-serie Skam. I 2017 modtog hun Amandaprisen "
bedste kvindelige skuespillerpræstation" for hendes rolle som Rosemari i filmen med samme navn.

## Filmografi
- Amundsen (2019)